# Marie-Christine de Belgique
Marie-Christine de Belgique, née le 6 février 1951 au château de Laeken (Bruxelles), est une des filles du roi Léopold III et de sa seconde épouse Lilian Baels, qui reçut le titre de princesse de Réthy après son mariage.

## Famille
Marie-Christine a un frère, le prince Alexandre, aujourd'hui décédé, et une sœur, la princesse Marie-Esméralda de Belgique, vivant à Londres, mais aucun des trois n'entre dans la ligne de succession au trône de Belgique. Elle est aussi la demi-sœur de la grande-duchesse Joséphine-Charlotte de Luxembourg et des rois Baudouin et Albert II.

## Biographie
Marie-Christine de Belgique est née le 6 février 1951 au château de Laeken où ses parents résident. Baptisée par le cardinal Joseph-Ernest Van Roey, primat de Belgique, le 8 mars 1951 en la chapelle privée du château de Laeken, lors d'une cérémonie intime qui réunit la famille royale belge, la princesse reçoit les prénoms de « Marie-Christine Daphné Astrid Élisabeth Léopoldine ». Son parrain est son demi-frère le prince royal, futur roi Baudouin, sa marraine étant l'infante Marie-Christine d'Espagne.
De sa naissance à 1960, la princesse Marie-Christine vit avec ses parents au château de Laeken. On la voit occasionnellement lors de cérémonies officielles. Si son prénom officiel est Marie-Christine, en famille elle est appelée Daphné, prénom choisi par ses parents mais qui ne faisait pas assez « royal » d'après le gouvernement qui s'opposa à ce que ce soit son prénom officiel.
À la demande du gouvernement belge, Léopold III quitte Laeken en 1959. Un an plus tard, il s'installe avec sa seconde épouse et leurs trois enfants au domaine royal d'Argenteuil, rénové et mis à sa disposition par l'État belge. C'est là que la princesse Marie-Christine reçoit un enseignement à domicile.
En 1981, elle est envoyée pour un séjour de trois mois à Toronto au Canada. Pour la première fois de sa vie elle se sent vraiment libre et au bout du compte ne revient pas en Belgique. Croyant pouvoir assurer sa liberté en se mariant elle s'enfuit en Floride avec Paul Drucker alias Drake, veuf, homosexuel et pianiste de bar québécois qui avait treize ans de plus qu'elle. La relation ne dure pas : après cinq semaines elle quitte son mari, ne supportant plus d'être considérée par lui comme une simple conquête de valeur.
Elle doit supporter les cancans de la presse et pendant les cinq ans que dure la procédure de séparation, elle ne réussit à vivre que grâce au soutien financier du roi Baudouin. En 1983, elle revient en Belgique lors du décès de son père le roi Léopold III mais n'assiste pas aux funérailles.
Le 28 septembre 1989, Marie-Christine épouse en secondes noces Jean-Paul Gourgues, un restaurateur français. Le couple qui vit en Californie, n'a pas d'enfants.
À la suite de divers problèmes financiers, elle se fait payer pour donner des interviews à la presse belge, ce qui incite ses demi-frères les rois Baudouin et Albert II à lui envoyer de l'argent. Elle apprend le décès de Baudouin par la presse et refuse de revenir en Belgique pour les funérailles. En 2002, elle ne revient pas non plus pour le décès de sa mère la princesse Lilian avec qui elle n'avait plus de contacts.
En 2005, elle publie une autobiographie, intitulée La Brisure, qui constitue un réquisitoire contre sa mère. Elle y suggère par ailleurs l'abolition de la monarchie belge.
En 2020, la princesse Marie-Christine de Belgique, âgée de 69 ans, vit à Sequim dans l’État de Washington. Son époux aurait dilapidé toute sa fortune dans les casinos. Elle dément ce dernier point dans sa biographie mais impute sa ruine à sa maladresse en matière de finances. Il est entré en contact avec des anciens amis de la princesse qui vit désormais isolée et qui a coupé les ponts avec toutes ses connaissances. Il serait fiché par le FBI et interdit de casino.[réf. nécessaire] La situation financière de la princesse laisse sous-entendre qu’elle n’est plus en mesure de faire face à des soins de santé.

## Sources
- Frédéric Delepierre, « La dérive de la princesse brisée », lesoir.be, 8 octobre 2004.
- Christian Laporte, « Une princesse de strass et de paillettes », LaLibre.be, 15 octobre 2004.
- « Marie-Christine de Belgique », Moustique, 22 mai 2007.
- Michel Verwilghen, Le mythe d'Argenteuil : demeure d'un couple royal, Lannoo, 2006, 614 p. (ISBN 2873864567).